# Hillova krogla
Hillova krógla [hílova ~] v astronomiji določa približno kroglo gravitacijskega vpliva na eno astronomsko telo zaradi motenj drugega težjega telesa, okrog katerega kroži. Pojem je uvedel ameriški astronom George William Hill na podlagi dela francoskega astronoma Édouarda Alberta Rocheja. Zaradi tega se imenuje tudi Rocheeva krogla, oziroma Hill-Rocheeva krogla.
Za osrednje telo in drugo telo, ki kroži okrog njega (na primer Sonce in Jupiter), se Hillova krogla določi z upoštevanjem treh sil:
- gravitacije osrednjega telesa
- gravitacije drugega telesa
- centrifugalne sile v opazovalnem sistemu, ki kroži okrog osrednjega telesa z enako kotno hitrostjo kot drugo telo.

Hillova krogla je največja krogla s središčem v drugem telesu, v kateri je znotraj vsota polj treh sil zmeraj usmerjena proti drugemu telesu. Majhno tretje telo lahko kroži orog drugega telesa znotraj Hillove krogle s to rezultirajočo silo kot centripetalno silo.
Hillova krogla se nahaja med Lagrangeevima točkama L1 in L2, ki ležita na zveznici masnih središč obeh teles. Območje vpliva drugega telesa je v tej smeri najkrajše, kar določa mejno velikost Hillove krogle. Za to razdaljo se bo tretje telo v tirnici drugega telesa (na primer Jupitra) nekaj časa gibalo zunaj Hillove krogle in bodo nanj postopoma vplivale plimske sile osrednjega telesa (na primer Sonca), ter se bo sčasoma osvobodilo in krožilo okrog osrednjega telesa.
Rocheeve krogle ne smemo zamenjevati z Rocheevim ovalom in Rocheevo mejo, ki ju je tudi opisal Roche. Rocheeva meja je razdalja na kateri zaradi primskih sil razpade telo, ki ga drži skupaj le gravitacija. Rocheev oval opisuje meji, na kateri zajame eno od dveh teles telo, ki kroži okrog njiju.